# Віллі Фідлер
Віллі Ахім Фідлер (нім. Willy Achim Fiedler; 23 січня 1908, Фройденштадт, Німецька імперія — 17 січня 1998, Лос-Алтос-Гілс, США) — німецький і американський ракетобудівник, авіаконструктор і льотчик-випробувач. Кавалер Лицарського хреста Хреста Воєнних заслуг з мечами.

## Біографія
Син фотографа. Закінчив середню школу в 1926 році і Вище технічне училище Штутгарта в 1932 за фахом інженер. Одночасно він навчився планувати на Вассеркуппе в 1928 році і пройшов курс польоту з двигуном у Штутгарті в 1930 році. Разом з Еріхом Бахемом він брав участь у змаганнях з планеризму в Рені.

Фідлер у кабіні Fi 256 V1.

Свою професійну кар'єру Фідлер розпочав у 1934 році як кваліфікований інженер у Штутгарті. На фабриці Ruhrtaler Maschinenfabrik Schwarz & Dyckerhoff GmbH, що належала тестю Бахема, він розробив висотний планер Ruhrtaler Ru 3. Потім він завершив проєктне навчання в компанії British Aircraft у 1936 році. В 1937 році вирушив до Німецького науково-дослідного інституту авіації у Берліні. Приблизно в середині 1930-х років Фідлер завершив навчання на «льотного інженера» — нещодавно створену професію, яка включала роботу в експериментальних програмах, що проводяться промисловістю та державою, у тому числі курс льотчика-випробувача, який він закінчив у 1937 році. У 1938 він став начальником відділу типових випробувань на заводі Фізелера в Касселі, а 1940 року — головним пілотом. 9 липня 1941 року він здійснив перший політ на Fieseler Fi 256 V1 у Кассель-Вальдау. У 1942 році отримав звання льотного капітана.
Під час Другої світової війни Фідлер відіграв ключову роль у розробці німецької «зброї відплати» Фау-1 у Пенемюнде, а з 1944 року був керівником проєкту з розробки пілотованої летючої бомби Fieseler Fi 103R Reichenberg, на якій він також літав сам. Відділ, який він очолював у Берліні-Шенефельді, називався Segelflug Reichenberg GmbH. Одномісний Fi 103 (Reichenberg III) створили в дуже стислий термін. Тестування проводили різні пілоти, такі як Гайнц Кенше та Ганна Райч.
У 1942 році він став співзасновником Bachem-Werke, а в 1944 році разом з Еріхом Бахемом розробив перехоплювач Bachem Ba 349, ґрунтуючись на ідеї Вернера фон Брауна.
Після закінчення війни у 1946 році Фідлер відкрив інженерне бюро в місті Кірхгайм-унтер-Тек. У 1948 році він емігрував до США зі своєю сім'єю, щоб працювати над розробкою ракет у Випробувальному ракетному центрі ВМС США в Пойнт-Мугу, спочатку разом із Робертом Люссером над ракетою Republic JB-2 Loon. Він служив радником зі створення ракет SSM-N-8 Regulus та SM-62 Snark компанії Northrop.
Влітку 1955 року він разом зі своїм другом Сіднеєм Шарпом був присутній на військово-промисловій конференції, на якій ВМС США заявили, що хочуть будувати більші підводні човни, з яких можна буде запускати керовані ракети. Тема, як їх можна буде запустити з-під води, ще не продумувалася. Фідлер запропонував запускати ракети із трубок стисненим повітрям. У 1956 році його найняла компанія Lockheed Corporation, яка щойно отримала контракт на розробку ракети середньої дальності «Поларіс». Він працював там у нещодавно створеному ракетно-космічному відділі в Саннівейлі, став головним науковим співробітником у 1958 році та брав участь у розробці ракет «Поларіс», «Посейдон» та «Трайдент». Вийшов на пенсію у 1973 році. Записи Фідлера, починаючи з 1933 року, зберігаються в архівах Гуверівського інституту Стенфордського університету.

## Сім'я
У 1937 році одружився з Гретою Ланге (16 червня 1914 — 22 серпня 1993). У пари народились 3 дочки: Петра, Моніка і Карен. Незабаром після смерті Грети одружився з Монікою Ламбрехт, донькою інженера Герберта Вагнера.

## Нагороди
- Хрест Воєнних заслуг 2-го і 1-го класу з мечами
- Лицарський хрест Хреста Воєнних заслуг з мечами (1 вересня 1944)